# Verrucaria rosula
Verrucaria rosula är en lavart som beskrevs av Orange. Verrucaria rosula ingår i släktet Verrucaria och familjen Verrucariaceae.   Inga underarter finns listade i Catalogue of Life.